# ژوزف لیوویل
ژوزف لیوویل (عضو FRS و FRSE و FAS بود) (‎/ˌliːuːˈvɪl/‎; فرانسوی: [ʒɔzɛf ljuvil]; ۲۴ مارس ۱۸۰۹ – ۸ سپتامبر ۱۸۸۲) ریاضیدانی فرانسوی و همچنین یک مهندس بود.

## زندگی و آثار

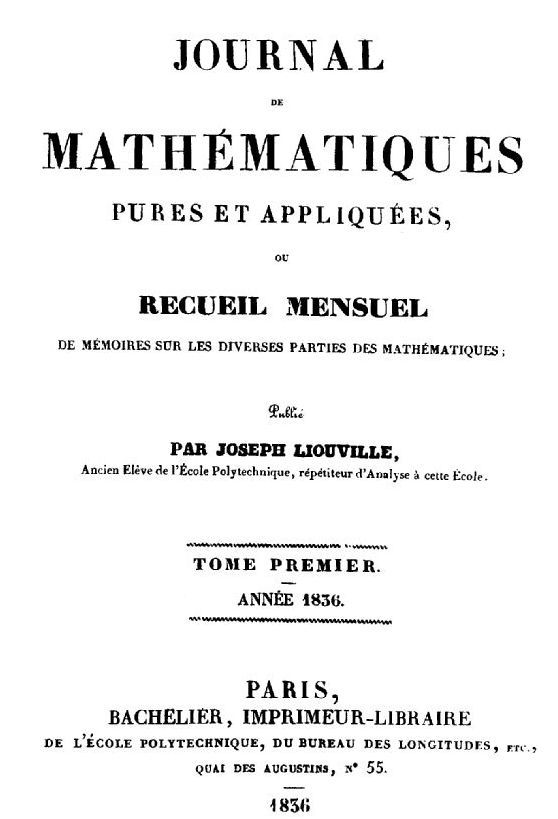
عنوان صفحه اولین جلد از Journal de Mathématiques Pures et Appliquées در ۱۸۳۶ میلادی

او در سن-اومر فرانسه، به تاریخ ۲۴ مارس ۱۸۰۹ متولد شد. والدینش کلاود-ژوزف لیوویل (یک افسر ارتش) و ترسلیوویل (نی بالاند) بودند.
لیوویل در ۱۸۲۵ به مدرسه پلی‌تکنیک راه یافت و در ۱۸۲۷ فارغ‌التحصیل گشت. ژوزف لیوویل، درست مثل آگوستین لویی کوشی که قبل از او می‌زیست، بعد از فارغ‌التحصیلی از پلی‌تکنیک، مهندسی را در École des Ponts et Chaussées مطالعه نمود، اما به جایش تصمیم گرفت که در ریاضیات شغلی را برگزیند. بعد از چند سال دستیاری در مؤسسات مختلف از جمله مؤسسه مدرسه سنترال پاریس، در ۱۸۳۸ میلادی به عنوان پروفسور در مدرسه پلی‌تکنیک منصوب شد. او سال ۱۸۵۰ میلادی، در کلژ دو فرانس، کرسی ریاضیات و همچنین سال ۱۸۵۷ در دانشکده علوم (Faculté des Sciences) کرسی مکانیک را کسب نمود.
وی در چندین زمینه گوناگون در ریاضیات کار کرد، از جمله نظریه اعداد، آنالیز مختلط، هندسه دیفرانسیل و توپولوژی و همچنین فیزیک ریاضی و حتی اخترشناسی. در نظریه اعداد نخستین کسی بود که وجود اعداد متعالی را با استفاده از کسرهای مسلسل اثبات نمود. (اعداد لیوویل)
در سال ۱۸۵۱ وی به عنوان عضو خارجی فرهنگستان پادشاهی علوم سوئد انتخاب گردید.
دهانهٔ لیوویل در ماه و نیز تابع لیوویل، یک تابع مهم در نظریه اعداد به نام وی نام‌گذاری شده‌اند.

## ارجاعات
1. ↑  His death is registered the 9th of Septembre Etat civil de la ville de Paris, 6ème arrondissement.
2. ↑  Figaro du 10 décembre 1882
3. ↑  Biographical Index of Former Fellows of the Royal Society of Edinburgh 1783–2002 (PDF). The Royal Society of Edinburgh. July 2006. ISBN 0-902198-84-X. Archived from the original (PDF) on 4 March 2016. Retrieved 15 May 2021.